# 侍 (小説)
『侍』（さむらい）は、遠藤周作の小説である。1980年に「純文学書下ろし特別作品」シリーズの一冊として新潮社より単行本が刊行され、1986年に新潮文庫版が刊行された。第33回野間文芸賞受賞作品。

## 概要
東北のとある藩の下級武士が主人公の長編小説である。
藩主の命により、主人公が通訳兼案内人の宣教師・ベラスコに伴われて、異国への長い旅へ発ち、日本に戻ってくるまでの過程を描く。慶長遣欧使節・支倉常長の生涯を題材にしており、作中に登場する野心的な宣教師ベラスコのモデルはルイス・ソテロになっている。
長い旅の終わりの果て、主役の武士は、形だけとはいえ、キリスト教に帰依したことを理由に処刑されるという悲劇的な結末を迎えるが、同時に死を控えた彼が、キリストへの心からの信仰に目覚めていく様を描写している。

## 刊行一覧
文学全集には『死海のほとり』（1983年発表）と共に収録されている。
- 『侍』、1980年4月発行（新潮社）
- 『侍』、1986年6月発行（新潮社〈新潮文庫〉）、ISBN 978-4-10-112325-7
- 『侍』、1987年7月発行（新潮社）、ISBN 4-1030-3516-1
- 『遠藤周作文学全集 第3巻 死海のほとり/侍』1999年7月（新潮社）、ISBN 978-4-10-640723-9